# Быховский, Андрей Владимирович
Андрей (настоящая имя — Юрий) Владимирович Быховский (1898, Москва, Российская империя (???) — 2 декабря 1937 (???) — советский режиссёр и сценарист.

## Биография
Родился в 1898 году в Москве (???). Спустя несколько лет после рождения его отца отправили в длительную командировку в Феодосию и семья переехала туда, там он и окончил среднюю школу, после чего вернулся в Москву и в 1923 году поступил в студию Б. В. Чайковского, в том же году он её окончил. Начиная с 1924 года работал ассистентом режиссёра на киностудии Госкино, также начал писать сценарии. Чуть позже был секретарём художественного совета Севзапкино. Данные о дальнейшей судьбе разнятся, по одной версии он был репрессирован и расстрелян 2 декабря 1937 года, по другой версии он скончался в начале 1960-х годов.

## Фильмография

### Режиссёр
- 1928 — Дочь Гиляна + сценарист (оригинальный текст — Ю. Л. Слёзкин)

### Сценарист
- 1925 — За чёрное сердце (с Григорием Гричером-Чериковером)